# Hibiscus sinosyriacus
Hibiscus sinosyriacus là một loài thực vật có hoa trong họ Cẩm quỳ. Loài này được L.H. Bailey mô tả khoa học đầu tiên năm 1922.